# Screaming Life/Fopp
Screaming Life/Fopp — збірник американського рок-гурту Soundgarden, випущений 11 травня 1990 року лейблом Sub Pop Records. На диску представлені пісні з компакт-дисків Screaming Life та Fopp.

## Опис
Компіляція включає в себе треки з перших двох альбомів EP групи: «Screaming Life», випущений в 1987 році і «Fopp», який був випущений роком пізніше. До альбому увійшли два кавери — «Swallow My Pride» від Green River і Fopp, спочатку зареєстрований Ohio Players. Allmusic рецензент Steve Huey табличці виданий 3 зірки (з п'яти), аргументуючи свою оцінку таким чином: "Музика Soundgarden на цьому записі не так розвинена, як в наступних публікаціях, але ці пісні дуже важливі і формують свого роду історичний рекорд. "

## Трек-лист
| Nr. |  | Назва                            | Текст        | Музика                    | Тривалість |
| --- |  | -------------------------------- | ------------ | ------------------------- | ---------- |
| 1.  |  | "Hunted Down"                    | Кріс Корнелл | Кім Таїл                  | 2:42       |
| 2.  |  | "Entering"                       | Хіро Ямамото | Кім Таїл                  | 4:36       |
| 3.  |  | "Tears to forget"                | Хіро Ямамото | Кім Таїл, Хіро Ямамото    | 2:00       |
| 4.  |  | "Nothing to Say"                 | Кріс Корнелл | Кім Таїл                  | 4:31       |
| 5.  |  | "Little Joe"                     | Кріс Корнелл | Кім Таїл                  | 4:31       |
| 6.  |  | "Hand of God"                    | Кріс Корнелл | Кім Таїл                  | 4:27       |
| 7.  |  | "Kingdome of Come"               | Кріс Корнелл | Кріс Корнелл              | 2:35       |
| 8.  |  | "Swallow My Pride"               | Mark Arm     | Mark Arm, Steve Turner    | 2:18       |
| 9.  |  | "Fopp"                           | Ohio Players | Ohio Players              | 3:37       |
| 10. |  | "Fopp (Fucked Up Heavy Dub Mix)" | Ohio Players | Ohio Players, Soundgarden | 6:26       |

## Творці
- Кріс Корнелл — вокал
- Хіро Ямамото — бас-гітара
- Метт Кемерон — барабани
- Кім Таїл — гітара
- Jack Endino — продюсер (Screaming Life)
- Steve Fisk — продюсер (Fopp)